# Tête-à-Tête
Ein Tête-à-Tête (IPA: [ˌtɛtaˈtɛːt], Audioⓘ; nach manchen Quellen auch Tête-à-tête oder Tete-a-tete; wörtlich frz. tête-à-tête ‚Kopf an Kopf‘; Adverb: tête-à-tête ‚vertraulich, unter vier Augen‘) ist ein vertrauliches Zwiegespräch oder ein Stelldichein oder ein Einzel(-spiel) im Boule-Spiel wie beim Pétanque.
Das Wort bezeichnet in Frankreich bis heute eine vertrauliche Unterredung zwischen zwei Personen, ein Vieraugengespräch oder ein trautes Zwiegespräch. In diesem Sinne findet sich das Wort auch für einen Tischläufer, ein Frühstücksgeschirr und ein Sitzmöbel jeweils für zwei Personen.
Als Gallizismus im Deutschen bekam der Ausdruck, wie einige andere französische Begriffe, einen romantischen und/oder erotischen Unterton in der Bedeutung Rendezvous oder Schäferstündchen. 
Die Anglisierung der deutschen Sprache verdrängt zunehmend den französischen Ausdruck. Stattdessen wird für jegliche Verabredung sowohl privater als auch geschäftlicher Natur der Begriff Date verwendet („Treffen, Verabredung, Rendezvous“).